# Visa (film)
Pour plus de détails, voir Fiche technique et Distribution.
Visa (sous-titré La Dictée) est un film de court métrage tunisien réalisé par Ibrahim Letaïef en 2004.

## Synopsis
Les pays de l'espace Schengen décident encore d'une nouvelle loi relative à l'immigration. Il faut réussir la dictée de Pivot pour pouvoir obtenir un visa d'entrée en Europe. Rachid, candidat à l'immigration, doit subir ce test.

## Fiche technique
- Réalisation : Ibrahim Letaïef
- Production : Long & Court et Rouge Marine
- Scénario : Ibrahim Letaïef
- Image : Sofian El Fani
- Son : Yves Lévesque
- Musique : Djelsa & Saki et Baki
- Montage : Nadia Ben Rachid
- Interprètes : Jamel Madani, Jamila Chihi et Lotfi Dziri

## Récompenses
- Festival du film court francophone de Vaulx-en-Velin 2004
- Festival international du cinéma méditerranéen de Montpellier 2004
- Journées cinématographiques de Carthage 2004